# حفر تخزين ما قبل التاريخ

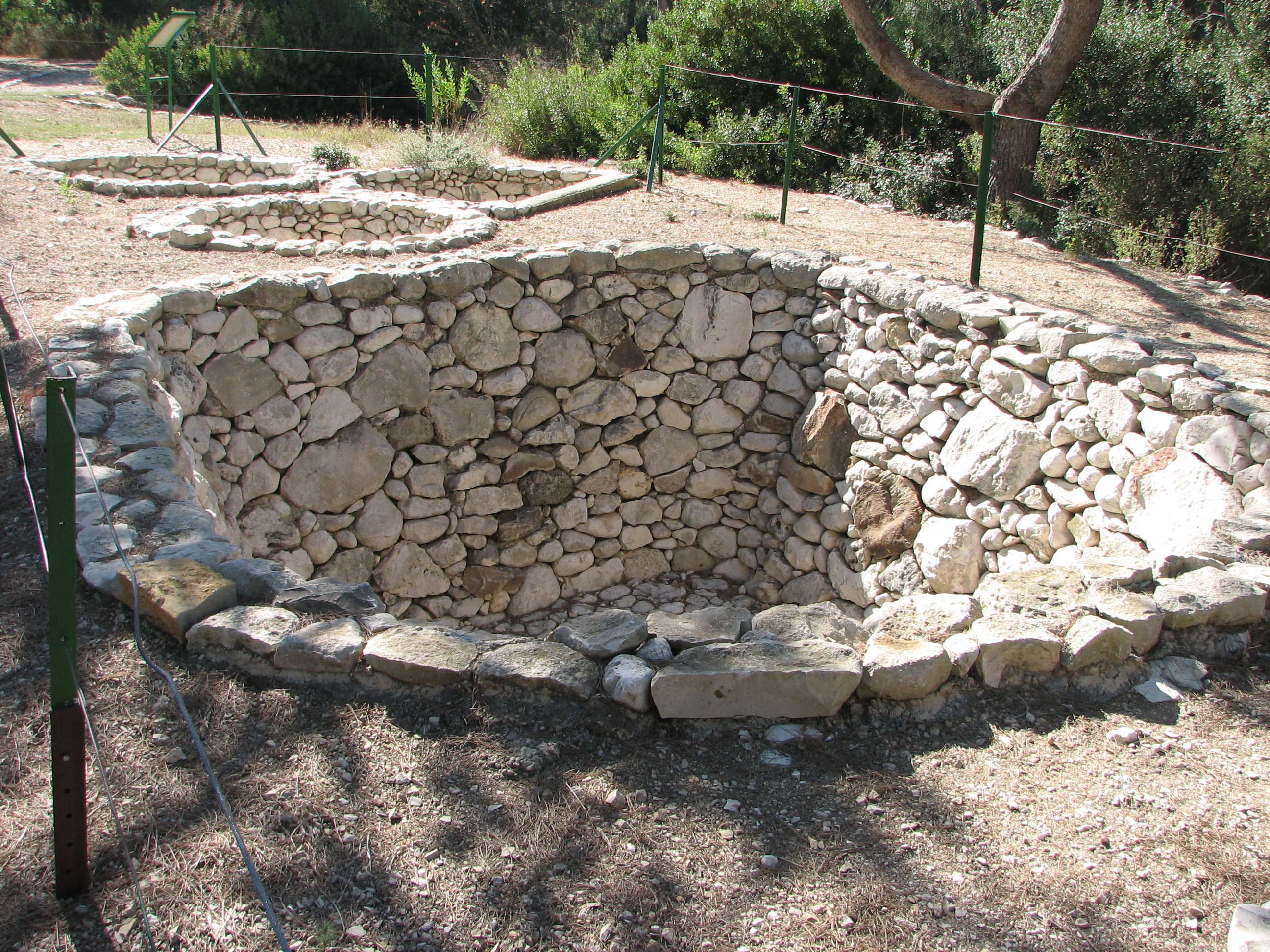
صوامع السايلو من قلعة بني إسرائيل من العصر الحديدي في النقب ، أعيد بناؤها في ديريتش هادوروت ، متحف هيشت ، حيفا

- حفر التخزين عبارة عن حُفَر تحت الأرض كانت تُستخدم تاريخيًا لحماية بذور محاصيل العام التالي، وأيضا لحفظ الفائض من الطعام من الحشرات والقوارض. وجدت هذه الحفر تحت الأرض في بعض الأحيان تكون مبطنة ومغطاة، بألواح من الحجرأو لحاء الشجر ومختومة بإحكام بالطين.

## أمثلة
- يحتوي موقع ساناي ماروياما في محافظة أوموري، اليابان، على حفر تخزين كانت تُستخدم عندما تطور الصيادون وجمعوا الثمار بدلا من نمط الحياة البدوي وتحولو إلى قرى مستقرة حوالي 3900 قبل الميلاد إلى 2900 قبل الميلاد.
- يتم بناء حفر التخزين الكبيرة تحت الأرض لإخفاء وجودها، وهي طريقة مفضلة يستخدمها السكان المتنقلون في أجزاء كثيرة من العالم.[1]
- حُفر تخزين ورليبري كامب عبارة عن 93 حفرة تخزين تم العثور عليها في حصن التل العصر الحديدي الذي يقع شمال مدينة ويستون سوبر ماري في سومرست، إنجلترا. تم تقطيع الحفر إلى حجر أساس من أجل «الحفظ»، أحدها حفرة للحماية، و 74 حفرة خارج «الحراسة» لكنها لا تزال مغلقة داخل الجدران الخارجية. استخدمها السكان لتخزين الحبوب، كما يتضح من نوى الشعير والقمح وشظايا الأواني التي عثر عليها في الحفر.[2]
- كما تم العثور على بقايا سلال منسوجة محترقة ويرجع تاريخها إلى القرن الثاني أو الأول قبل الميلاد، وهي عبارة عن أحجار مقلاع وأزهار مغزل. وقريبة من قرية ورل. تم العثور على بقايا هياكل عظمية بشرية في 18 حفرة،10 منها تظهرأنهم لقوا حتفهم بطريقة عنيفة.[3]

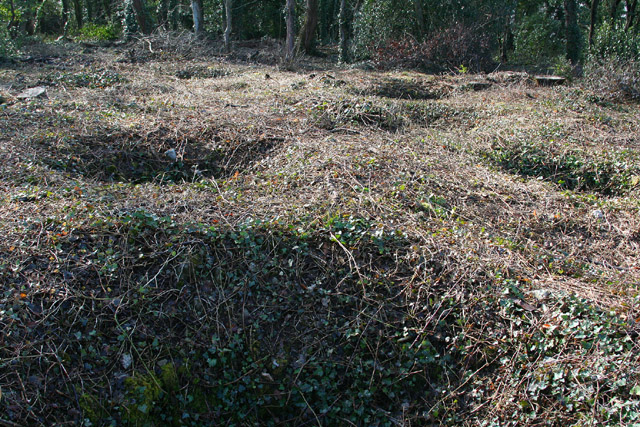
حفر تخزين مخيم وورليبري

- تظل مواقع حفر تخزين الماوري مرئية بوضوح في العديد من الأماكن في نيوزيلندا. تم حفر الحفر في أوجه الصخور الناعمة وكذلك في الأرض، وخاصة في الماوري با (التلال). يمكن الخلط بين حفر تخزين الماوري وحفر القتال وأيضًا الحفر التي تم حفرها لاستخراج مواد الصرف، خاصةً في مصاطب النهر القديمة حيث تم ترسيب الخفاف. تم خلط الخفاف مع تربة أثقل لتعزيز الصرف لزراعة كومارا (البطاطا الحلوة)، محصول الخضار الرئيسي للماوري بعد حوالي 1500. اسم الماوري لحفرة التخزين خام. وجدت الحفريات حفر تخزين على الضفاف المنحدرة لنهر وايكاتو أسفل متحف وايكاتو في أوائل عام 2012.[4]